# Siekacz

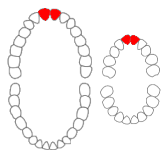
Siekacze przyśrodkowe szczęki w uzębieniu mlecznym i stałym

Siekacz (łac. dens incisivus, l. mn. dentes incisivi) – jeden z zębów charakterystycznych dla uzębienia heterodontycznego. Jest zębem jednokorzeniowym o koronie jedno-, dwu- lub trójguzkowej. Siekacze znajdują się w przednim odcinku szczęki (lub na kości siekaczowej) bądź żuchwy. Służą do chwytania i odcinania kawałków pożywienia. Mają kształt stożkowaty lub dłutowaty. U niektórych zwierząt (gryzonie, słoniowate i świniowate) rosną przez całe życie (tzw. zęby hypselodontyczne). U przeżuwaczy siekacze górne nie występują. Ciosy słoni są zmodyfikowanymi siekaczami.